# イッツ・マイ・ライフ (ボン・ジョヴィの曲)
「イッツ・マイ・ライフ」は、アメリカ合衆国のロックバンドのボン・ジョヴィの楽曲である。
本楽曲は、ボン・ジョヴィの7枚目のアルバム『クラッシュ』に収録され、アルバムからの最初のシングルとして日本では2000年5月10日にリリースされた。各国の週間シングルチャートは、ドイツで2位、イギリスで3位、オーストラリア、アイルランドで5位などとなった。またレコチョクの2023年間洋楽ランキングにて1位を獲得している。
また、2009年6月からYouTubeで公開されているオフィシャル・ミュージックビデオの再生回数が、2021年6月に10億回を突破。ビリオン・ビューズ・クラブ入りを果たした。

## 収録曲
- 日本盤（PHCR-8470）

1. イッツ・マイ・ライフ ／ It's My Life
2. ハッシュ（DEMO） ／ Hush（Demo）
3. ルース・アット・ラブ（DEMO） ／ You Can't Lose At Love（Demo）
4. サムデイ・アイル・ビー・サタデイ・ナイト ／ Someday I'll Be Saturday Night（Live Video）

## カバー曲
- It's My Life (Niko) - SUPER EUROBEAT Vol.144に収録。

## タイアップ
- 2000年11月に、日本電気（NEC）のノートパソコン「LaVie S」シリーズのコマーシャルソングに使用された。
- 2004年に、GMデーヴ（現：韓国GM）がかつて製造販売していたミニバン、「レッツォ」（韓国仕様車）のCM曲として使用された。

## 本曲の主な扱い
- 小堀佑介 - 角海老宝石ボクシングジムに所属していたプロボクサー（入場曲として使用[4]）
- 新井貴浩 - 元プロ野球選手（阪神タイガース時代の2008 - 2010年に登場曲として使用）
- 陽岱鋼 - プロ野球選手（日本ハム時代に登場曲として使用）
- 上野大樹 - 元プロ野球選手（千葉ロッテに時代に登場曲として使用[5]）
- 安部友裕 - 広島東洋カープに所属しているプロ野球選手（登場曲として使用）
- 大田泰示 - 横浜DeNAベイスターズに所属しているプロ野球選手（日本ハム時代から登場曲として使用）
- 中山翔太 - 東京ヤクルトスワローズに所属しているプロ野球選手（登場曲として使用）
- なかやまきんに君 - フリーで活動しているお笑い芸人（ネタ中およびボディビル大会出場時に使用。この曲がレコチョクの2023年間洋楽ランキングで1位を獲得した際、BON JOVIの公式Xアカウントがなかやまきんに君に対して感謝を伝えた[1]。）

## 主な受賞
受賞
- VH1（英語） マイ・ミュージック賞—「年間ビデオ賞」[6]
- ASCAP（英語） ポップミュージック賞 — 年間最優秀曲の1曲として。

候補作
- 第43回グラミー賞 最優秀ロック・パフォーマンス (デュオもしくはグループ)（英語） — 受賞はU2『ビューティフル・デイ』